# Eugen Fischer
Eugen Fischer, född 5 juli 1874 i Karlsruhe, död 9 juli 1967 i Freiburg im Breisgau, var en tysk läkare, antropolog och eugeniker. 

## Biografi
Fischer var chef för rasinstitutet Kaiser-Wilhelm-Institut für Anthropologie, menschliche Erblehre und Eugenik mellan 1927 och 1942; han efterträddes av Otmar von Verschuer. Han var professor i antropologi vid Humboldtuniversitetet i Berlin och dess rektor 1933–1934. 
År 1908 genomförde Fischer en forskningsresa till Tyska Sydvästafrika, där han studerade basterfolket och rasblandning. Han disputerade senare på en avhandling om denna folkgrupp och skrev boken Die Rehobother Bastards und das Bastardierungsproblem beim Menschen. Han drog slutsatsen att rasblandning borde undvikas och förordade eugenik. Denna forskning från Sydvästafrika och hans senare forskning torde ha lagt grunden för Nürnberglagarna som antogs i Tredje riket år 1935.  
Han författade flera verk om rasbiologi. Tillsammans med Erwin Baur och Fritz Lenz skrev han Grundriss der menschlichen Erblichkeitslehre und Rassenhygiene (1921), som blev den tyska raslärans centralverk. Hans bidrag "Menschliche Erblichkeitslehre" undersöker rasskillnader. Verket utkom på svenska under titeln Ärftlighet och rashygien (1925). 
Adolf Hitler citerar verket i Mein Kampf och Fischer stödde själv nationalsocialismen. Josef Mengele var en av hans elever.